# 武藤静香
武藤 静香（むとう しずか、1987年（昭和62年）2月4日 - ）は、日本のギャルファッションモデル、ならびにファッションデザイナー。身長162センチメートル、体重43キログラム、スリーサイズ78-58-80。神奈川県鎌倉市出身。モデルとしては、2006年より継続していた雑誌『小悪魔ageha』の専属モデル活動が著名。2013年12月をもって『小悪魔ageha』を卒業し、現在では自身がデザイナーを務めるアパレルブランド「Rady」を本業としている。

## 来歴
モデル業の始動は16歳当時の2003年。その舞台となったのはギャル系ファッション雑誌の『egg〔エッグ〕』であった。それから3年間にわたって同誌と『Ranzuki〔ランズキ〕』誌のモデルを担い、19歳当時の2006年に『小悪魔ageha』の専属モデルへ。以降、同誌への露出にあわせて、ファッションブランドのプロデュース、各種テレビ番組やイベントへの出演などで幅広い活動を展開。2013年にはそれまで8年間にわたって専属モデルを担った『小悪魔ageha』を卒業、同時に10年間のモデル活動に終止符を打つ運びとなった。
その後2015年6月、『S Cawaii! HYPER』にて久しぶりにモデル活動を復活し、早速表紙に登場する。

## Rady
「可愛くなりたいあなたの為に…」をコンセプトとするファッションブランド「Rady（レディー）」を2008年に発起。自身がデザイナーを務める。
モバイルサイトでの販売を軸に売り上げを伸ばし、それから3年後、会員数が10万を超えた2011年には新たに「houseline by Rady」ならびに「Dateline by Rady」という2つの枝ブランドを始動、同年4月には月商1億円を突破。ファッション業界専門紙『繊研新聞』に一面で取り上げられたほどの事態であった。

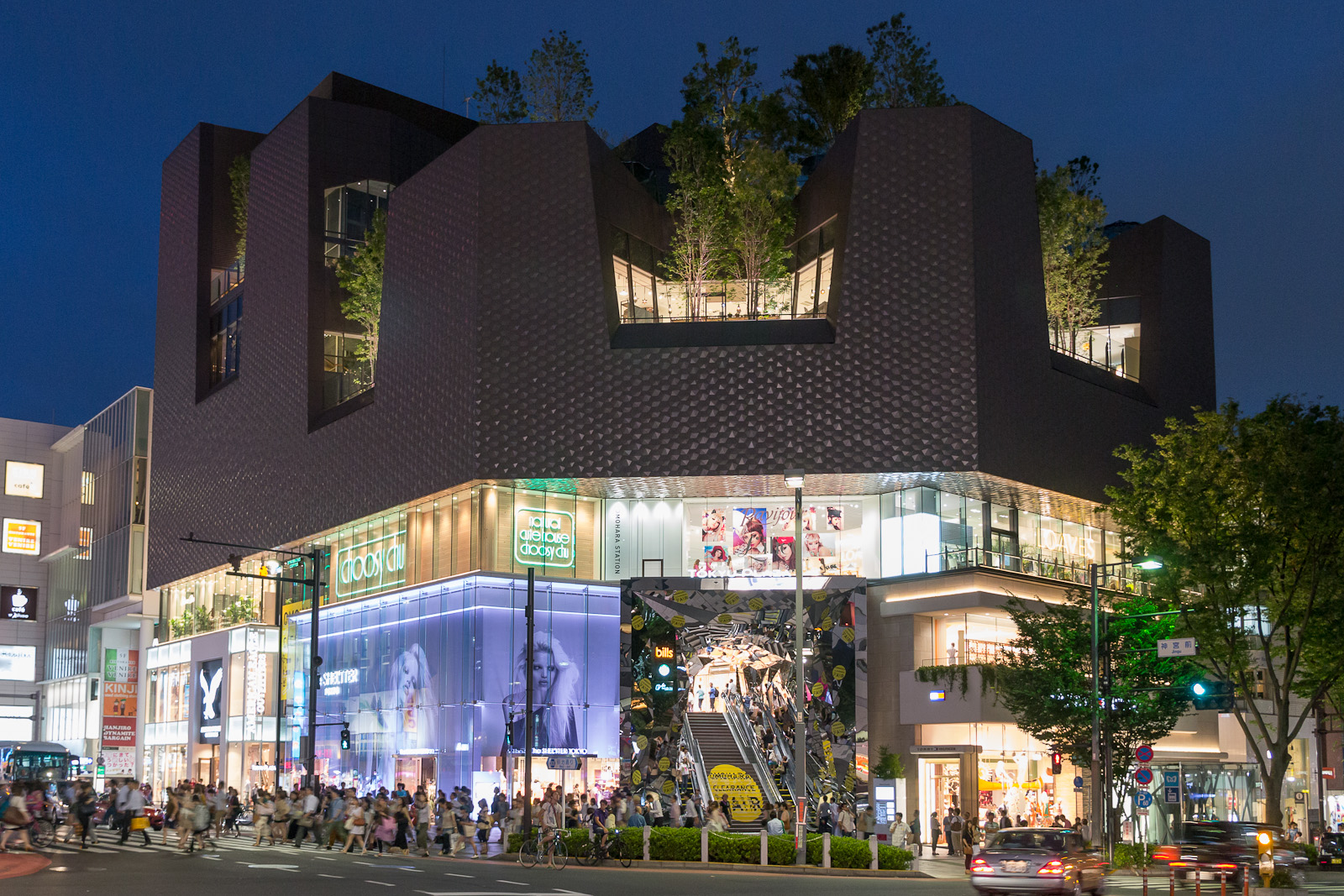
東急プラザ表参道原宿

2012年には東京に初の実店舗を開業、さらに続けて大阪にも開業。第1号店となった東京のそれは原宿表参道の新規東急プラザの4階に、大阪のそれは心斎橋のOPAの6階に位置する運びとなった。4月18日の開店となった東京店では830万円の初日売上げを計上。同日のウェブ店舗との連動売上げ額はこのブランドの過去最高の日商にあたる3830万円であった。
先立つ2月から女優の釈由美子をブランドのイメージモデルに起用。かねてより釈のファンで、自身も愛読していた釈のブログにて、釈がRadyを着用している事から、ブログを通じて出会い、それがきっかけとなっての起用であったという。。5月になるとGirls Award by CROOZ 2012 SSのスペシャルステージに出展、さっそくイメージモデルとしての釈に不慣れなランウェイを歩かせるに至っている。この時期にはウェブ店舗の月間平均売上げが1億5000万円に到達。さらに7月には前年比300%増にあたる3億円の月間売上げを記録。10月には第3弾となる実店舗を東京新宿ルミネエストに、2013年3月には心斎橋OPA店の店舗拡大リニューアル、4月には4店舗目となる実店舗を大阪梅田OPAに開業。OPAに関しては、年間最優秀店舗として表彰される等、実店舗においても輝かしい結果を残している。
WEBでの展開において目を惹くのは、2013年12月に開設した、Rady LINE公式アカウント。単一アパレルブランドとしては稀な試みで、翌2014年3月には「ギャルスタンプ」と称し、オリジナルのスタンプ配信を開始する。
スタンプ配信後、LINE友達数は増加を続け、アパレルブランドとしては驚異的な400万人を突破した。
また、2015年3月にはLINEスタンプ第2弾を配信し、会員数は今や約600万人というアパレルブランドとしては、他に類を見ない数となっている。
2014年5月には、「Hello Kitty」40周年を記念し、Rady×Hello Kitty期間限定コラボSHOPを東京渋谷109、名古屋丸栄にオープン。オープン以降、入場規制がかかるほどの大反響を呼んだ。渋谷109で行われた記念イベントには、若い女性が殺到し、警察の指導が入り急遽イベントが早く切り上げられる事態となった。
2015年5月2日から4日には新宿ALTA入り口の特設ステージでビーチアイテムなどの商品に特化した期間限定ショップ「BEACH&POOL COLLECTION 2015」を開催。この期間限定ショップでは入場までに3時間を要す長蛇の列が出来るなど、同館における歴代売上NO,1を記録し、最終日には用意していた商品が完売となり正午過ぎに余儀なく閉店するという事態になった。
2015年7月には過去最高の月間10億円の売上を達成し、同年12月には海外進出を果たす。海外第一号店は世界でも有数の商業施設、香港のHARBOUR CITY店となっている。

## 私生活
神奈川県の鎌倉市に出生。
長女として育ち、高校入学とともに日焼けを開始、以降『小悪魔ageha』に露出し始める時期まで日焼けに勤しみ、その時期にはハワイでネイルの資格を取得したという。
長らく継続してきた恋人との同棲生活は『小悪魔ageha』誌上でも自ら話題としている（2010年5月号時点で4年と4ヶ月）。同誌2012年8月号では、居住マンションの家賃がひと月あたり100万円、常時タクシー移動の交通費がひと月あたり20万円、その他諸々あわせてひと月あたりおよそ377万円の総合出費という金銭事情が、注目を集めた。翌2013年にあっては、各モデルの着装品の合計価格（“全身総額”）を競う企画（6月号）において、786万円という“全身総額”が話題にのぼるなどしている。
2013年、12月に結婚。相手は「Rady」の経営にともに携わってきた3歳年上の男性で、それまで8年間にわたって交際関係にあったという。この結婚に加え、同時期の『小悪魔ageha』誌上では総額3億円超の東京・六本木のマンションを自宅としていることなどもあわせて公開するに至っている。

## 主な出演

### 雑誌
- 『小悪魔ageha』（専属：2006年 - 2014年）
- 『egg』／『Ranzuki』（2003年 - 2006年）

### CM
- 『Dororich（ドロリッチ）』（グリコ乳業、2009年）
- 『Magic Shine(マジックシャイン)』（ヴィダルサスーン、2009年）
- 『ボリュームシリーズver』（Diamond Lash、2010年） 共/八鍬里美、黒瀧まりあ[39]
- 『CRラブ嬢～ご延長の方はいかがなさいますか～』（HEIWA、2011年）

### 音楽PV
- 「eternal 〜永遠人〜」（JEMSTONE、2009年4月22日発売） 共/荒木さやか[40]
- 「会えなくても feat.西野カナ」（WISE、2009年5月27日発売） 共/小森純、幸田えりか[41]

### その他
- ゲームソフト：『龍が如く3』（セガ、2009年2月26日発売） ― 荒木さやかならびに桜井莉菜とともに予約購入特典『Kamutai magazine（カムタイマガジン）』の表紙にも登場。[42]
- パチンコCR機：『ラブ嬢』（平和、2011年4月18日導入開始） 共/桃華絵里、杉原杏璃、ほか[43]
- ムック：『アイメイクパーフェクトBOOK』（インフォレスト『小悪魔ageha』・『姉ageha』特別編集、2013年3月16日発売） 表紙：共/八鍬里美、荒木さやか、桜井莉菜[44]

### テレビ番組
- アッコにおまかせ!（TBS系、2007年）
- 東京マスメディア会議（フジテレビ系、2007年7月15日）
- Goro's Bar（TBS系、2008年）
- ひみつのアラシちゃん!（TBS系、2008年）
- THE 団塊裁判ショー（フジテレビ系、2008年）
- ダウンタウンDX（読売テレビ・日本テレビ系、2008年）
- 笑っていいとも!（フジテレビ系、2008年）
- 東京カフェ（TOKYO MX、2008年）
- ありえへん∞世界（テレビ東京系、2008年）
- セレクションX（テレビ朝日系、2009年）
- SMAP×SMAP（フジテレビ系、2009年）
- スパイスTV どーも☆キニナル! （フジテレビ系、2009年） - 準レギュラー
- 限定品コラボネーゼ（フジテレビ系、2009年）
- イチハチ（毎日放送・TBS系、2010年）
- FUTURE TRACKS（テレビ朝日、2010年） - レギュラーコーナー出演
- あいまいナ!（TBS系、2010年）
- さんま&くりぃむの芸能界(秘)個人情報グランプリ（フジテレビ系、2010年）
- ランチボックス（NHK、2010年）
- お願い!ランキング（テレビ朝日系、2010年）

## 書籍
- 『静香流小悪魔SHIZUKA』（2008年11月8日、青志社）[45]
- 『なんでもよくなーい??が口癖』（2009年4月17日、アメーバブックス新社）[46]